# Estação Ferroviária de Goiânia
A  Estação Ferroviária de Goiânia foi inaugurada em 07 de setembro de 1950, recebendo trens de cargas e passageiros da Estrada de Ferro Goyaz. Ela é um dos mais importantes edifícios representativos do Acervo arquitetônico e urbanístico Art Déco de Goiânia, tombado pelo Iphan desde 2002.